# Liste der Stolpersteine in Friesenheim (Baden)

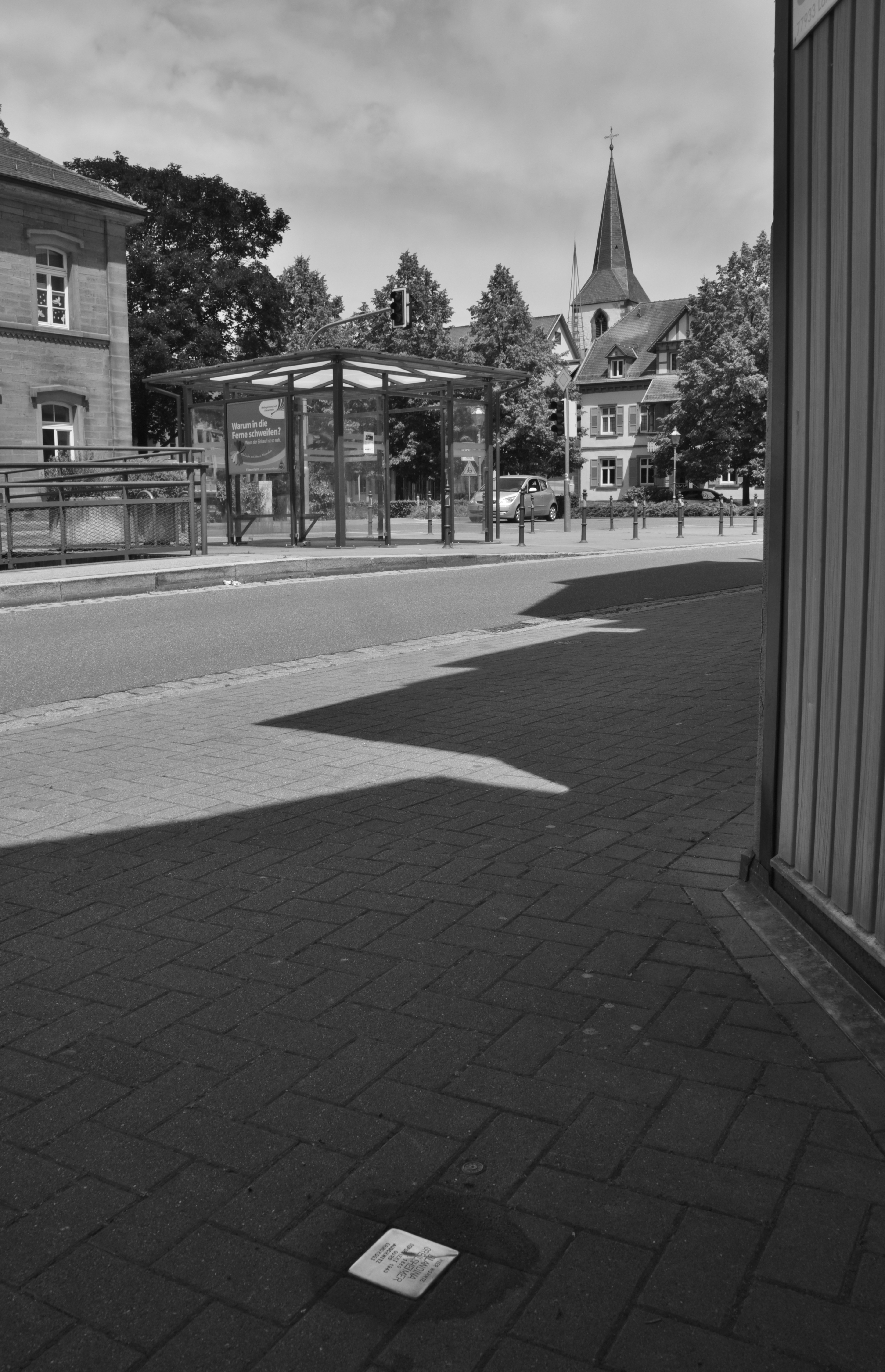
Stolperstein in Friesenheim

Die Liste der Stolpersteine in Friesenheim (Baden) enthält die Stolpersteine, die im Rahmen des gleichnamigen Kunst-Projekts von Gunter Demnig in Friesenheim (Baden) verlegt wurden. Mit ihnen soll an die Opfer des Nationalsozialismus erinnert werden, die in Friesenheim lebten und wirkten.

## Liste der Stolpersteine

### Friesenheim
Im Ortsteil Friesenheim wurden acht Stolpersteine an fünf Adressen verlegt.
| Stolperstein | Übersetzung | Verlegeort                      | Name, Leben                                     |
| --- | --- | ------------------------------- | ----------------------------------------------- |
| | HIER WOHNTE BLANDINA GREILSHEIMER JG. 1889 DEPORTIERT 1940 GURS AUSCHWITZ ERMORDET                               | Friesenheimer Hauptstraße 58    | Blandina Greilsheimer (1889–1940/45)            |
| | HIER WOHNTE FLORA AGATHA GREILSHEIMER JG. 1894 DEPORTIERT 1940 GURS AUSCHWITZ ERMORDET                           | Synagogengasse 2                | Flora Agatha Greilsheimer (1894–1940/45)        |
| Bild gesucht Der Benutzer GeorgDerReisende ( Diskussion ) wünscht sich an dieser Stelle ein Bild vom Ort mit diesen Koordinaten 48.37289 7.87904 . Motiv: Friesenheimer Hauptstraße 38: Stolperstein für Hugo Greilsheimer, die Lage und das Haus Falls du dabei helfen möchtest, erklärt die Anleitung , wie das geht. BW | HIER WOHNTE HUGO GREILSHEIMER JG. 1889 VERHAFTET 1935 ’RASSENSCHANDE’ GEFÄNGNIS LAHR FLUCHT IN DEN TOD 9.12.1935 | Friesenheimer Hauptstraße 38    | Hugo Greilsheimer (1889–1935)                   |
| | HIER WOHNTE JOSEF HERSCHEL GREILSHEIMER JG. 1883 GEDEMÜTIGT / ENTRECHTET FLUCHT IN DEN TOD 9.4.1942              | Friesenheimer Hauptstraße 95    | Josef Herschel Greilsheimer (1883–1942)         |
| | HIER WOHNTE LUDWIG GREILSHEIMER JG. 1896 DEPORTIERT 1940 GURS MAJDANEK ERMORDET                                  | Bärengasse 1                    | Ludwig Greilsheimer (1896–1940/45)              |
| | HIER WOHNTE MIRIAM GREILSHEIMER JG. 1893 DEPORTIERT 1942 IZBICA ERMORDET                                         | Friesenheimer Hauptstraße 95    | Miriam Greilsheimer (1893–1942/45)              |
| | HIER WOHNTE ALFRED LEVI JG. 1892 DEPORTIERT 1940 GURS AUSCHWITZ ERMORDET                                         | Friesenheimer Hauptstraße 87–89 | Alfred Levi (1892–1940/45)                      |
| | HIER WOHNTE BRUNHILDE LEVI GEB. HABERER JG. 1900 DEPORTIERT 1940 GURS AUSCHWITZ ERMORDET                         | Friesenheimer Hauptstraße 87–89 | Brunhilde Levi, geborene Haberer (1900–1940/45) |

### Schuttern
Im Ortsteil Schuttern wurden drei Stolpersteine an drei Adressen verlegt.
| Stolperstein | Übersetzung                                                                                              | Verlegeort     | Name, Leben                    |
| ------------ | --- | -------------- | ------------------------------ |
|              | HIER WOHNTE FRANZ ERICH BREGER JG. 1922 EINGEWIESEN 1940 GRAFENECK ERMORDET 12.9.1940 AKTION T4          | Lindenplatz    | Franz Erich Breger (1922–1940) |
|              | HIER WOHNTE KAROLINA BREGER JG. 1885 EINGEWIESEN 1940 ’HEILANSTALT’ PIRNA-SONNENSTEIN ERMORDET 28.6.1940 | Schutterweg 1  | Karoline Breger (1885–1940)    |
|              | HIER WOHNTE MARIA ENZ JG. 1888 EINGEWIESEN 1940 GRAFENECK ERMORDET 1.7.1940 AKTION T4                    | Hauptstraße 30 | Maria Enz (1888–1940)          |

## Verlegedaten
- 10. Juli 2010: Schuttern
- 11. Juli 2010: Friesenheim